# Michael Dunlop
Michael Dunlop (10 aprile 1989) è un pilota motociclistico nordirlandese che gareggia nelle competizioni motociclistiche stradali.
Il primo giugno 2024, a soli 35 anni, ha ottenuto la sua 26 esima vittoria al Tourist Trophy, eguagliando così il suo leggendario zio, Joey Dunlop. L'8 giugno 2024 si aggiudica anche la seconda gara nella categoria Supertwin portando a 29 il numero totale di vittorie e diventando il pilota più titolato di sempre. Nel 2025 è arrivato a un totale di 33 vittoire nel TT.

## Biografia
Michael Dunlop è nato in una famiglia di piloti. Suo padre Robert collezionò 15 vittorie alla North West 200 e 5 al Tourist Trophy, mentre suo zio Joey era il detentore del record di vittorie (26) al Tourist Trophy. Il fratello William Dunlop, anch'egli un pilota motociclistico professionista, è deceduto a seguito delle ferite riportate nell'incidente avvenuto nel luglio 2018 durante le prove libere della Skerries 100, aveva solo 32 anni.
Nel 2008 suo padre Robert Dunlop perse la vita durante le prove della North West 200, alla quale partecipava anche lo stesso Michael: solo 2 giorni dopo egli decise di partecipare ugualmente alla competizione, vincendola.
La prima partecipazione al TT risale al 2007; al Tourist Trophy 2009 conquista la vittoria nel Junior TT, nell'edizione 2011 si è aggiudicato la gara della Superstock e in quella del 2012 la gara della Supersport. Al Tourist Trophy del 2013 ha conquistato quattro vittorie in tre diverse categorie: Superbike TT, Junior TT (gara 1 e gara 2) e Superstock TT, aggiudicandosi il “Joey Dunlop TT Championship Trophy”.
Nel Tourist Trophy del 2014 vince 4 gare, conseguendo per il secondo anno consecutivo il “Joey Dunlop TT Championship Trophy”. Tre delle quattro vittorie (nello specifico quelle ottenute in: Superbike TT, Superstock TT e Senior TT) sono ottenute in sella a una BMW S 1000 RR, in questo modo Michael Dunlop riporta alla vittoria del Tourist Trophy la BMW a distanza di 75 anni dal suo ultimo successo, firmato da Georg Meier nell'edizione del 1939 con la BMW RS 255 Kompressor.
Nel Tourist Trophy 2016 centra altre 2 vittorie, rispettivamente in Superbike e Senior TT, stabilendo il giro record di sempre sull'Isola in 16:53.929. Entrambe le vittorie sono ottenute in sella a una BMW S1000RR. Nel 2017 vince la Supersport TT in sella a una Yamaha R6 in 01:12:48.601 e il Senior TT in sella alla Suzuki GSX-R 1000 centrando la vittoria numero 15.